# Città di Acri 2020
El Città di Acri 2020 es un club de fútbol de Italia, con sede en Acri, en la región de Calabria. Fue fundado el 23 de septiembre de 1949 y refundado en 2020. Compite en la Prima Categoria Calabria, séptima categoría del fútbol italiano.

## Historia
Las primeras huellas del fútbol en Acri se remontan a 1926. El 23 de septiembre de 1949 es la fecha de fundación. el mismo año de fundación coincide con la conquista del primer título, el grupo a de la primera división, tras ganar el play-off al Silana por 2– 1.
De 1974 a 1985, el S.S. Acri participó en el máximo campeonato de Calabria, el Promozione.
En 1984-1985 Acri consiguió el primer ascenso en el Campeonato Interregional, categoría en la que permaneció durante ocho años perdiendo la Serie C2 en el Campeonato Interregional 1986-1987, cuando llegó al segundo lugar a un punto del líder Kroton.
Después de que se produjera el descenso en 1993, el SS Acri fue reemplazado por el SS New Acri en los años siguientes. New Acri ganó el campeonato Promozione (1998-1999) y el campeonato Eccellenza (1999-2000) y una Supercopa de Calabria (1999-2000), y participó durante dos años en la Serie D de 2000 a 2002.
Con el fracaso del S.S. New Acri, el fútbol renació en 2004 cuando el F.C. El fútbol Acri se refundó. En 2010-2011, Acri ganó el campeonato Eccellenza y la segunda Supercopa de Calabria, y ascendió a la Serie D. En el campeonato de la Serie D 2011-2012, después de una primera mitad del campeonato disputada en la cima, el equipo se desplomó en la segunda mitad del campeonato, terminando la temporada en el puesto 13 y descendió a Eccellenza tras perder el play-out contra el Nissa. Ese mismo año, la televisión nacional (RAI) transmitió el partido del campeonato Acri-Marsala en el canal Rai Sport 1.
En la temporada 2014-2015 el F.C. El Fútbol Acri ganó la Copa de Calabria venciendo al Cittanovese por 1 a 0 en la final disputada en Lamezia Terme el 4 de enero de 2015. En la fase nacional de la competición, Acri ganó la segunda ronda venciendo a Marsala, pero en cuartos de la final los rossoneri fueron eliminados por la Virtus Francavilla.

## Estadio
Acri juega sus partidos como local en el Estadio Pasquale Castrovillari, un pequeño estadio ubicado al norte de la ciudad en césped natural.
El estadio está dividido en tres sectores: la tribuna, o tribuna central, con capacidad para 2.200 personas, donde se sientan los aficionados locales y organizados; la tribuna de visitantes, situada frente a la tribuna central, con capacidad para 1.000 personas; y la curva (aunque en realidad no es un sector curvo), normalmente cerrada.
Al sur del estadio, también hay un campo de entrenamiento en tierra.

## Palmarés

### Torneos regionales
- Eccellenza Calabria (2): 1999-00, 2010-11
- Promozione Calabria (1): 1984-85
- Prima Divisione Calabria (1): 1949-50 (Grupo A)
- Copa Italia de Aficionados Calabria (1): 2014-15
- Supercopa Calabria (2): 1999-00, 2010-11